# Альбини, Иоганн Георг
Иоганн Георг Альбини Старший, Альбинус (нем. Johann Georg Albini der Ältere, Albinus; 6 марта 1624, Несса под Вайсенфельсом — 25 мая 1679, Наумбург) — немецкий писатель и евангелический богослов эпохи барокко.

## Биография
Альбини — сын священника Цахарии Альбинуса (латинизированная фамилия Weisse) и правнук Цахарии Зельнеккера. Отец Иоганна Георга умер, когда мальчику было 11 лет. В 1638 году Альбини переехал к своему кузену Лукасу Поллио, диакону церкви Св. Николая в Лейпциге. В 1642 году умерла мать Альбини, спустя год — кузен Лукас. 19-летний мог полагаться только на свои силы. Священник наумбургского двора Себастьян Миттернахт принял его, и несмотря на удары судьбы Альбини не терял присутствия духа, посвящая всё время образованию.
В 1645 году Альбини поступил на теологический факультет Йенского университета, затем перевёлся в Лейпциг. По окончании университета Альбини посвятил себя поэзии и работал домашним учителем детей шурина, бургомистра Кюльвайна. В 1653 году Альбини дослужился до поста ректора школы при Наумбургском соборе. В 1657 году он получил назначение главным пастором наумбургской церкви Св. Отмара и оставался в этой должности до своей смерти в 1679 году. Один и его сыновей — поэт Иоганн Георг Альбини Младший.

## Творчество
Иоганн Георг Альбини написал множество религиозных стихотворений и выполнил много поэтических переводов с нидерландского и латыни. По образцам латинской поэзии иезуитов и Пегницкого цветочного ордена, находящегося под влиянием современной ему итальянской литературы, Альбини пытался преодолеть сухой по его мнению стиль Мартина Опица. Из его церковных песнопений наибольшую известность получило сочинение Straf mich nicht in Deinem Zorn. В творчестве Альбини нашёл своё отражение опыт наложила свой отпечаток ужасающий опыт Тридцатилетней войны.
Альбини под прозвищем «Цветущий» вступил в «Немецкомыслящее товарищество» Филиппа фон Цесена. Иоганн Себастьян Бах использовал тексты Альбини в кантатах Wer weiß, wie nahe mir mein Ende? (BWV 27) и Der Friede sei mit dir (BWV 158). В 1957 году Клаус Хубер положил стихи Альбини в додекафонии Des Engels Anredung an die Seele.